# Bothriomirella
Bothriomirella is een geslacht van wantsen uit de familie van de Miridae (Blindwantsen). Het geslacht werd voor het eerst wetenschappelijk beschreven door Namyatova in Contos & Cassis.

## Soorten
Het genus bevat de volgende soort:

- Bothriomirella ater Namyatova, Contos & Cassis, 2018